# Bambi-Verleihung 2002
Die 54. Bambi-Verleihung fand am 21. November 2002 im Estrel Convention Center in Berlin statt. Sie wurde von Barbara Schöneberger und Götz Otto moderiert und live in der ARD übertragen.

## Veranstaltung

### Der Publikums-Bambi
Der Publikums-Bambi 2002 wurde in der Kategorie Beste Kommissarin vergeben. Der Preis ging an Ulrike Folkerts für ihre Rolle als Tatortkommissarin Lena Odenthal. Sie setzte sich unter anderem gegen Maria Furtwängler (Tatortkommissarin Charlotte Lindholm) und Hannelore Hoger (Bella Block) durch.

## Preisträger
Aufbauend auf der Bambidatenbank:

### Charity
Udo Reiter stellvertretend für den MDR für die „spontane und großartige Hilfe bei der Flutkatastrophe“ insbesondere für die Spendengala Die Hoffnung stirbt zuletzt

 Laudatio: Angela Merkel

### Comeback des Jahres
Franziska van Almsick

### Film International
Halle Berry für Monster’s Ball

### Film National
Hannelore Elsner für Mein letzter Film

### Klassik
Cecilia Bartoli

### Kultur
Dieter Wedel für seine Neuinszenierung der Nibelungensage in Worms

### Lebenswerk
Maria Schell und Maximilian Schell

 Laudatio: Maria Furtwängler

### Mode
Gabriele Strehle

### Pop Artist of the Millennium
Michael Jackson

 Laudatio: Boris Becker

### Pop International
Anastacia

### Pop National
Bro’Sis

### Publikums-Bambi
Ulrike Folkerts
Maria Furtwängler
Hannelore Hoger

### Sport
Rudi Völler

 Laudatio: Franz Beckenbauer

### TV Moderation
Maybrit Illner für ihre „überzeugende Leistung beim Fernsehduell zwischen Bundeskanzler Gerhard Schröder und Bayerns Ministerpräsident Edmund Stoiber“.

 Laudatio: Klaus Wowereit

### Wirtschaft
Dietmar Kuhnt Vorstandschef von RWE

### Zivilcourage
Iris Berben „für ihr mutiges Engagement gegen das Vergessen und für eine Aussöhnung zwischen Juden und Nichtjuden in Deutschland“

 Laudatio: Paul Spiegel